# Кёрих
Кёрих (люкс. Käerch, фр. Koerich, нем. Koerich) — коммуна в Люксембурге, располагается в округе Люксембург. Коммуна Кёрих является частью кантона Капеллен. В коммуне находится одноимённый населённый пункт.
Население составляет 2184 человек (на 2008 год), в коммуне располагаются 798 домашних хозяйств. Занимает площадь 18,88 км² (по занимаемой площади 63 место из 116 коммун). Наивысшая точка коммуны над уровнем моря составляет 368 м. (86 место из 116 коммун), наименьшая 262 м. (72 место из 116 коммун).

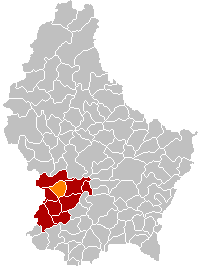
Оранжевый цвет - коммуна Кёрих, красный - кантон Капеллен.

## Географическое положение
Кёрих расположен в западной части Великого Герцогства Люксембург. 
С востока Кёрих пересекает поток Giewelerbaach, который является притоком правой стороны реки Айш.
Высота местности колеблется от 262 м до 368 м.

## История

### Происхождение имени
Имя Кёрих произошло от древне-латинского названия Coriacum.

### Первые упоминания
Хоть и первое известное упоминание о Кёрихе было в документе 979 года, область была хорошо заселена и раньше. Там были найдены кельтские могилы и большая древнеримская вилла.

### Феодальное прошлое
Два замка, Fockeschlass (полностью разрушенный) и Grevenschlass (в центре посёлка), свидетельствуют о феодальном прошлом коммуны.
Grevenschlass, расположенный в долине реки Гивель, является самым типичным равнинным замком, построенным в конце XII века Вирихом I.

В данной местности смешалось много стилей архитектуры, в 1300х годах в коммуне начал развиваться готический стиль, затем в конце 1500х годов появился ренессанс. В 1720х годах, особенно в южной части Кёриха, появилось барокко.

Разрушенный замок Грайвшласс в Кёрихе
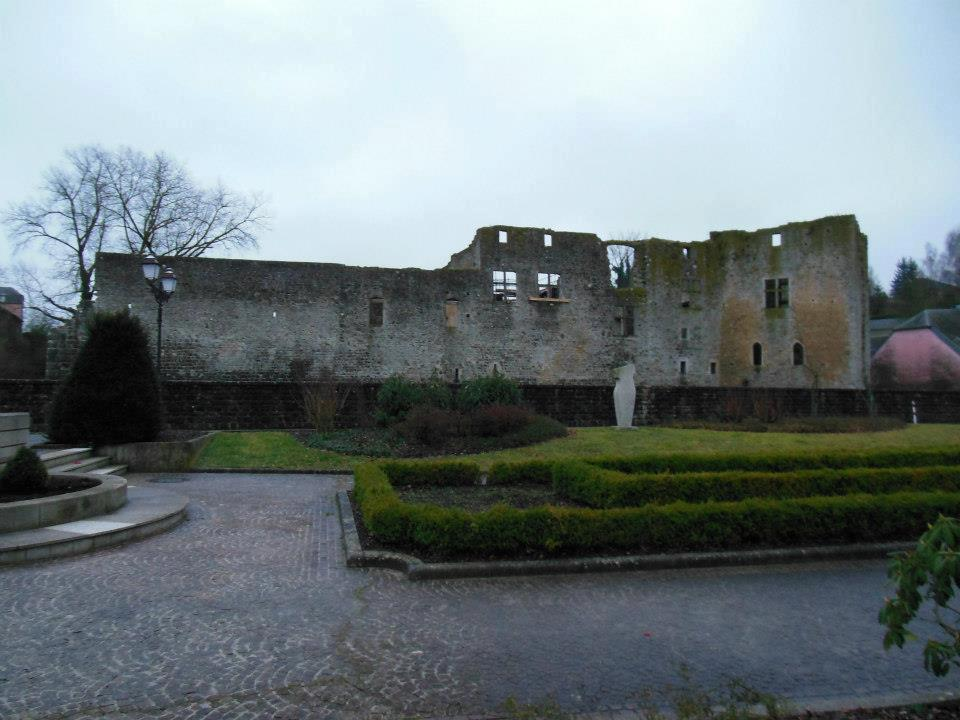
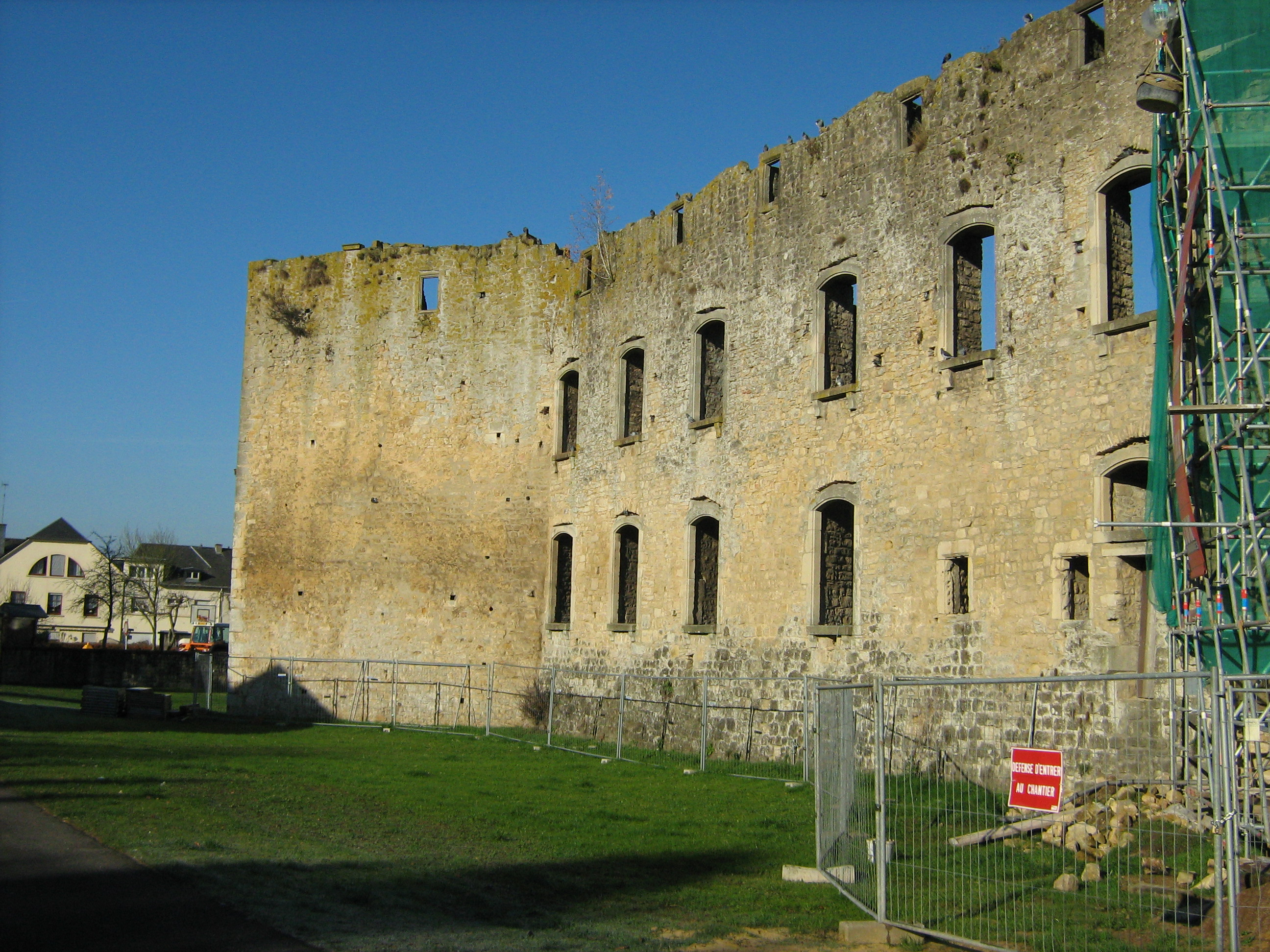
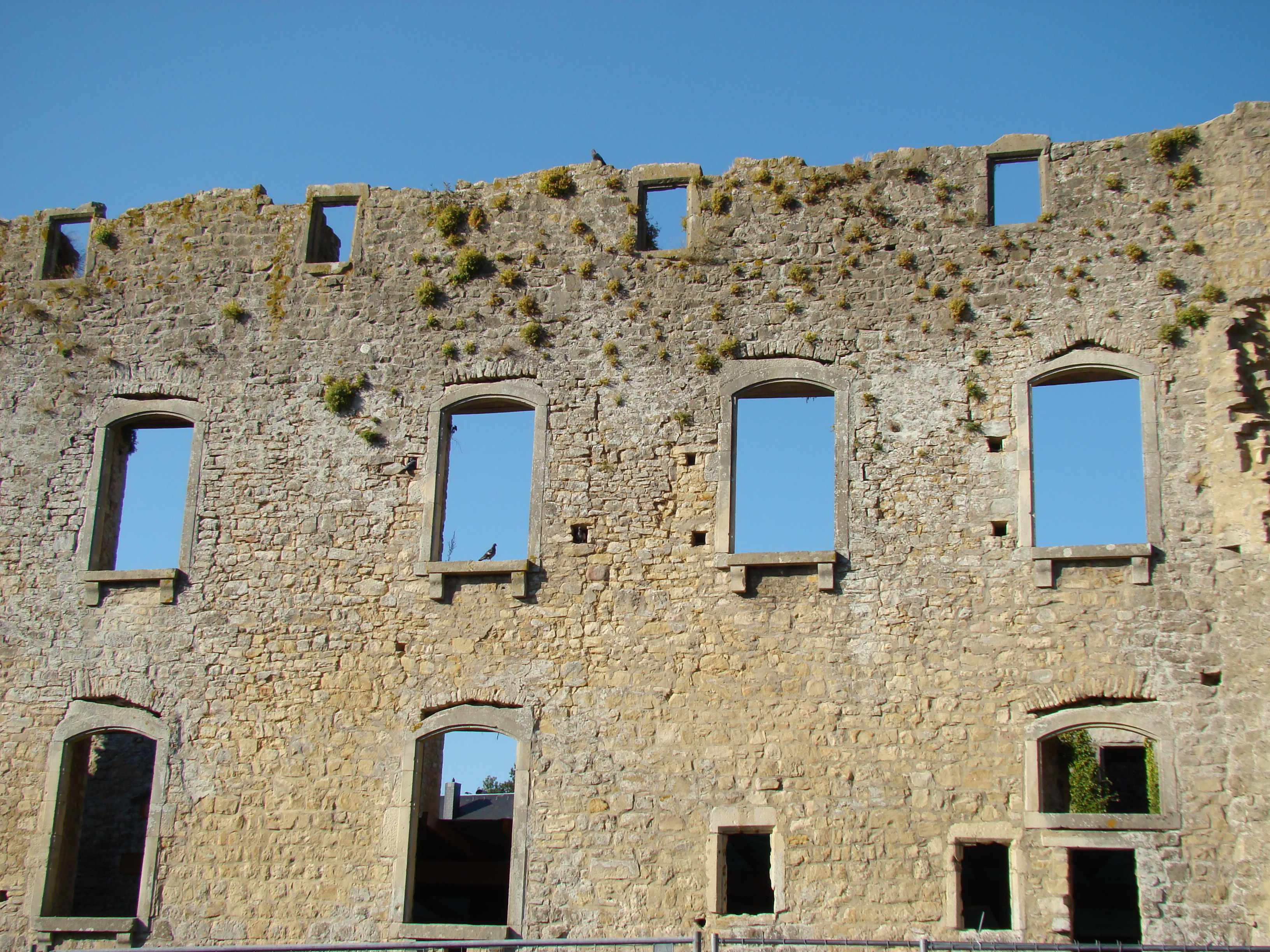
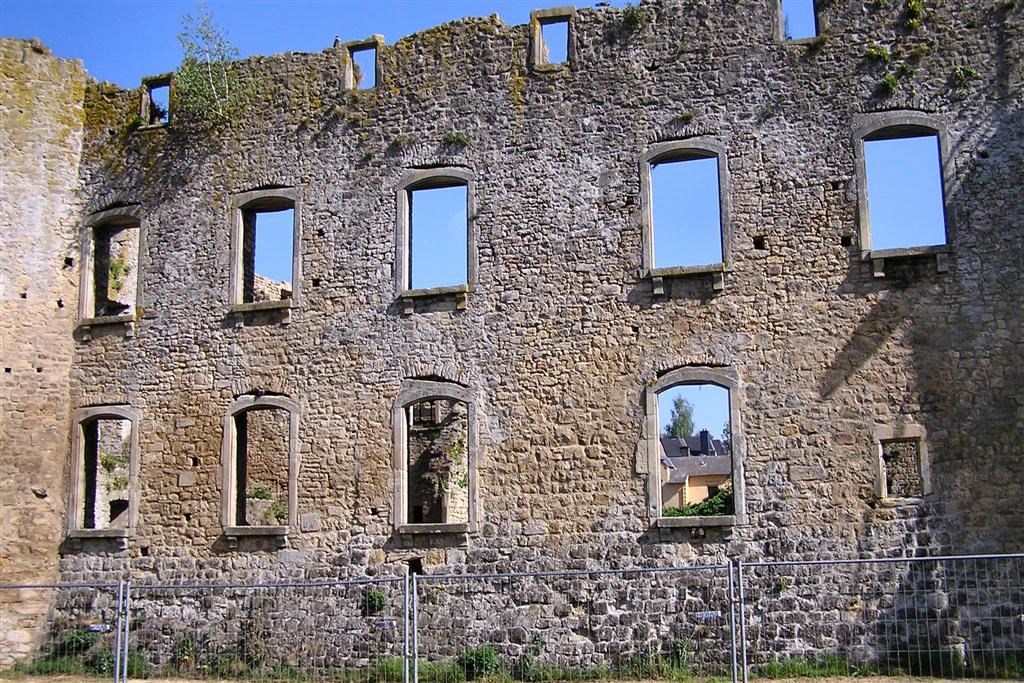
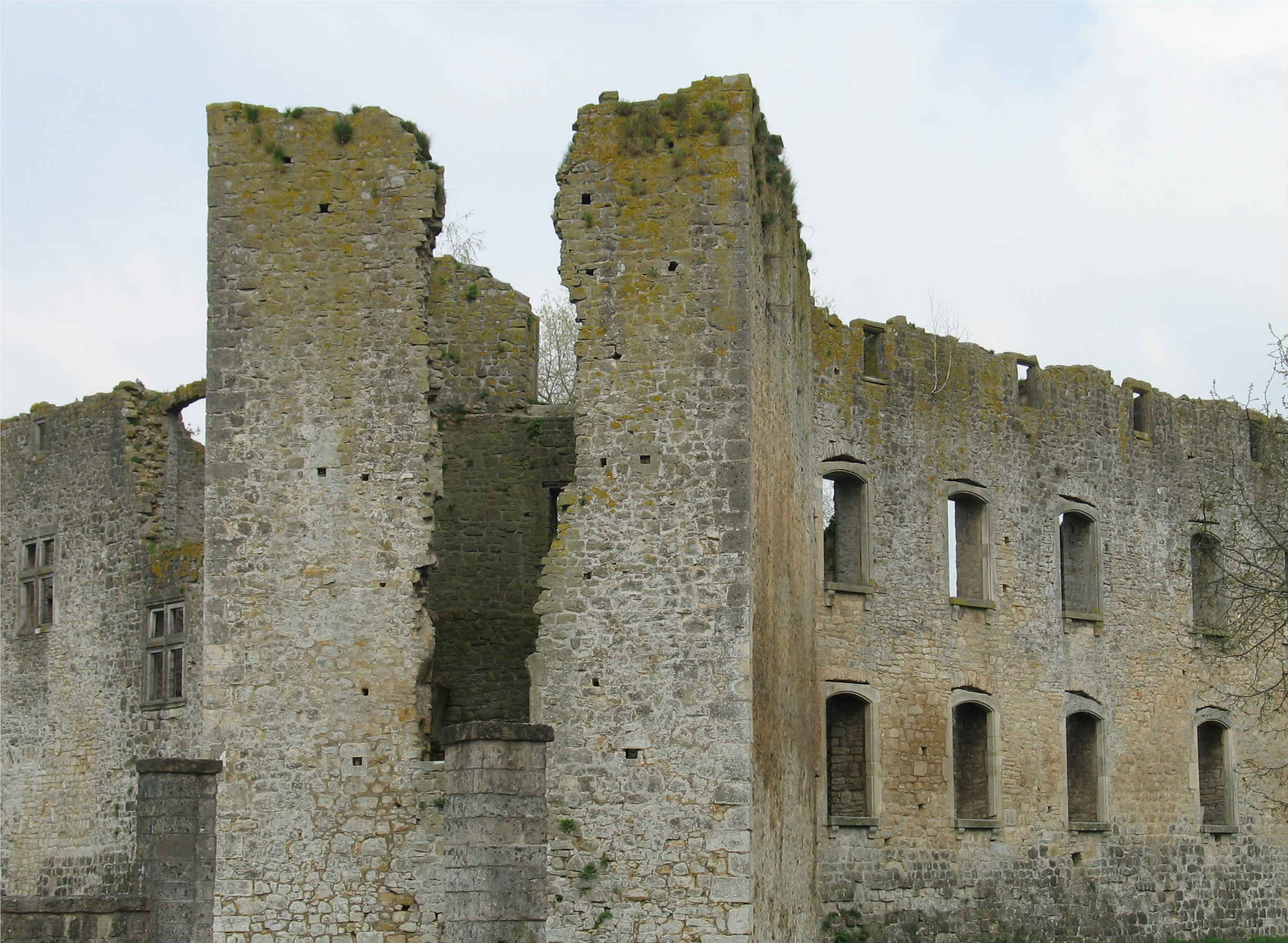
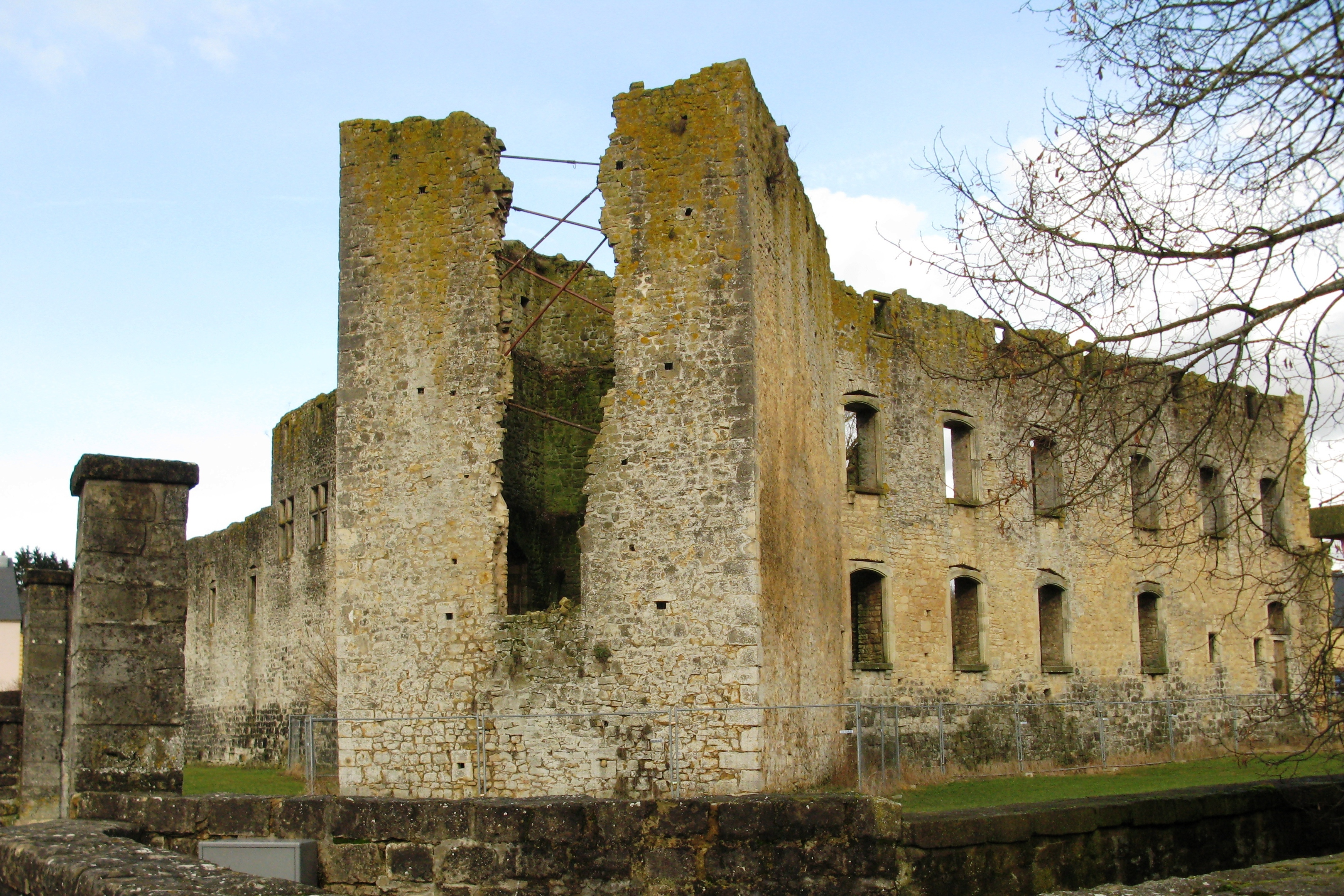